# Осек-Малий (гміна)
Гміна Осек-Мали (пол. Gmina Osiek Mały) — сільська гміна у північно-західній Польщі. Належить до Кольського повіту Великопольського воєводства.
Станом на 31 грудня 2011 у гміні проживало 6001 особа.

## Територія
Згідно з даними за 2007 рік площа гміни становила 87.33 км², у тому числі:
- орні землі: 78.00%
- ліси: 18.00%

Таким чином, площа гміни становить 8.64% площі повіту.

## Населення
Станом на 31 грудня 2011:
| Опис     | Загалом | Загалом | Чоловіки | Чоловіки | Жінки | Жінки |
| -------- | ------- | ------- | -------- | -------- | ----- | ----- |
| одиниця  | осіб    | %       | осіб     | %        | осіб  | %     |
| все      | 6001    | 100     | 2977     | 49.61    | 3024  | 50.39 |
| міське   | 0       | 100     | 0        |          | 0     |       |
| сільське | 6001    | 100     | 2977     | 49.61    | 3024  | 50.39 |

## Сусідні гміни
Гміна Осек-Мали межує з такими гмінами: Баб'як, Коло, Крамськ, Сомпольно.